# Plesnois
Plesnois es una comuna francesa situada en el departamento de Mosela, en la región de Gran Este.

## Demografía
| 279 | 331 | 515 | 572 | 627 | 707 | 792 |
| Para los censos de 1962 a 1999 la población legal corresponde a la población sin duplicidades (Fuente: INSEE [Consultar]) |     |     |     |     |     |     |